# Vicky Jewson
Vicky Jewson (Oxford, 18 settembre 1985) è una regista cinematografica e sceneggiatrice britannica.

## Carriera
Nata a Oxford, in Inghilterra inizia la sua carriera da regista nel 2008 producendo un film su Lady Godiva.
Il 19 maggio 2008 organizza una raccolta fondi con la partecipazione di Maggie's Centres.
Nel 2015 gira il suo secondo film Born of War distribuito nel Regno Unito da Lions Gate Entertainment e in tutto il mondo da Arclight.
Nell'agosto 2017 inizia le riprese del suo terzo film Close, che si sono svolte nel Regno Unito e in Marocco. Il trailer è stato pubblicato il 3 gennaio 2019 e il film è uscito sulla piattaforma Netflix il 18 gennaio 2019.

## Filmografia
- Lady Godiva (2008)
- Born of War (2015)
- Close (2019)